# Zatočilové z Löwenbrucku
Zatočilové z Löwenbrucku byli český šlechtický rod usazený v Praze. Jeho členové jsou známi od začátku 17. do konce 18. století. Několik z nich se stalo vyššími úředníky staroměstské městské správy.

## Počátky rodu
Nejstarším známým předkem rodu byl sedlčanský rychtář a lobkovický poddaný Václav Zatočil. Oženil se s dcerou bývalého sedlčanského primátora Markétou Zlouže, s níž měl syna Jana Norberta, který se narodil kolem roku 1630.

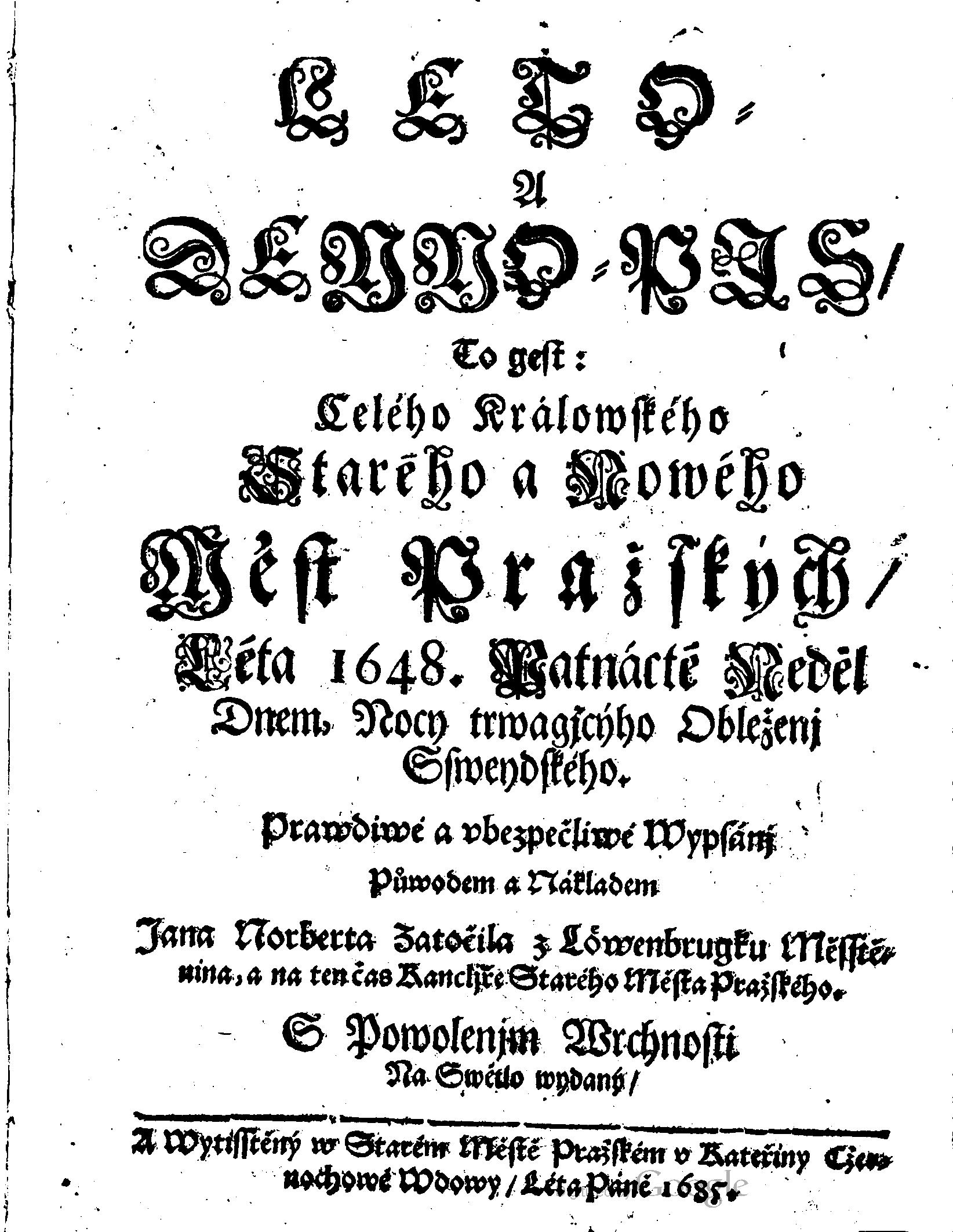
Titulní list Zatočilových pamětí

Jan Norbert absolvoval v Praze nižší i vyšší studia a 5. května 1648 zde byl promován bakalářem filozofie. Za obležení pražských měst roku 1648 bojoval jako mušketýr ve studentské legii a vyznamenal se v bojích na Karlově mostě i při posledním velkém švédském útoku 25. října na novoměstských hradbách. Po uzavření míru studoval na právnické fakultě a v Praze již zůstal. Roku 1651 byl knížetem Václavem Eusebiem z Lobkovic propuštěn z poddanství a vstoupil do služeb Starého Města pražského, kde získal úřad radního písaře. Roku 1652 zde za 850 zlatých koupil dům čp. 424 U tří schůdků (též U Fukáčků) ve Svatohavelské čtvrti.
Za zásluhy prokázané při obraně pražských měst byl 5. července 1659 Leopoldem I. povýšen do českého šlechtického stavu s predikátem z Löwenbrucku (německy Zatoczil von Löwenbrucken). Na Starém Městě později dosáhl úřadu syndika a roku 1678 dokonce kancléře. Roku 1684 vydal své vzpomínky na obranu Prahy roku 1648 s názvem „Leto- a dennopis, tj. celého královského Nového a Starého měst Pražských léta 1648 patnácte neděl trvajícího obležení švédského pravdivé a ubezpečlivé vydání“, které se dočkaly několika vydání a byly záhy přeloženy do němčiny. Zemřel roku 1691 na Starém Městě pražském ve čtvrti sv. Martina.

## Další osudy rodu
Jan Norbert Zatočil z Löwenbrucku byl třikrát ženatý. Z jeho potomků známe syny Ignáce Felixe (1665 – po 1704), který byl od roku 1694 ženat s Lidmilou Kučerovou z Ostenberka a v roce 1699 se stal staroměstským radním, a Václav (†1724). Potomkem jednoho z nich byl Jan Václav (asi 1688–1775), v letech 1733–44 přísedícím staroměstského soudu a v letech 1748–49 perkmistr hor viničných. Jeho syn Jan Václav (1728/33–1794) se stal duchovním. Roku 1766 je připomínán jako farář u sv. Haštala, roku 1772 u sv. Martina, roku 1780 u Matky Boží na Louži a od roku 1785 na Novém městě pražském u sv. Jindřicha. V roce 1786 byl zvolen vyšehradským kanovníkem a zemřel roku 1794 jako poslední člen rodu.
Zatočilové nikdy nezískali deskové statky a svou existencí byli spojeni s pražskými městy. Proto také nikdy nepronikli do řad rytířského stavu a nedisponovali plnými šlechtickými právy.

## Erb

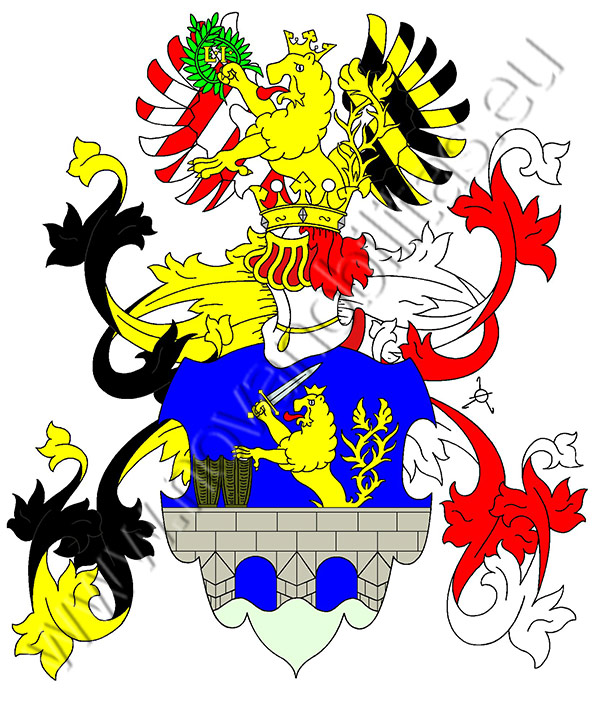
Erb rodu Zatočilů z Löwenbrucken

V modrém štítě se vidí most se dvěma oblouky, kterými protéká řeka, na jehož pravé straně stojí dvě košatiny. Za mostem vyrůstá zlatý dvojocasý korunovaný lev, který v pravé tlapě drží meč a levou má položenou na levé košatině. Na štítě stojí korunovaná turnajská přílba s černo-zlatými a červeno-stříbrnými přikrývadly. Klenotem jsou dvě křídla, pravé červené se třemi šikmými stříbrnými břevny, levé černé se třemi kosmými zlatými břevny. Mezi nimi vyrůstá lev ze štítu držící v pravé tlapě zelený vavřínový věnec, ve kterém se vidí zlaté litery L. I.